# Lepidanthrax chrysus
Lepidanthrax chrysus är en tvåvingeart som beskrevs av Hall 1976. Lepidanthrax chrysus ingår i släktet Lepidanthrax och familjen svävflugor. Inga underarter finns listade i Catalogue of Life.